# 五棵松野球場

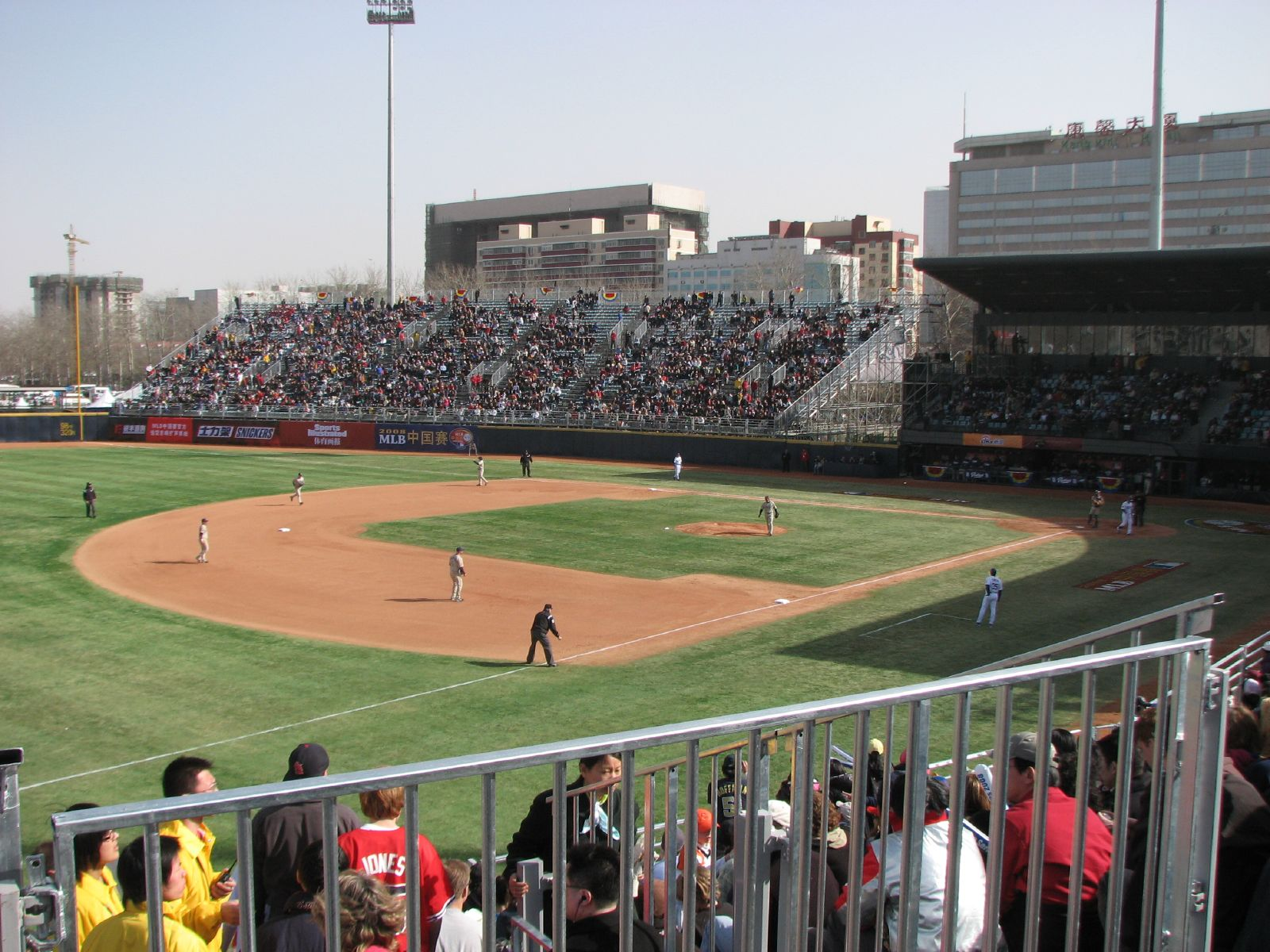
五棵松野球場

五棵松野球場（ごかしょうやきゅうじょう、ウーケソンやきゅうじょう、英語: Wukesong Baseball Field）は中国北京にあった野球場である。
2008年北京オリンピックの野球競技のために建てられ、メイン球場、第2球場、練習球場の3面で構成されていた。
全球場が内外野ともに天然芝のグラウンドで、メイン球場と第2球場は鉄骨で作られた仮設の観客席で囲まれていた。オリンピック終了後の2008年末から全施設の撤去が開始され、跡地には大型商業施設が建設され、野球場としての痕跡はない。